# Смбат I
Смбат I (вірм. Սմբատ  I; 850 — близько 913) — цар Вірменії у 890—913/914 роках. Представник династії Багратідів.

## Біографія
Син Ашота I. Смбат I продовжив політику свого батька, зокрема, політику сильної централізованої влади. Розширив межі вірменської держави. Як і його батько, був визнаний Візантією як «архонт архонтів». Це свідчить про те, що Смбат мав домінантну владу відносно до решти правителів Закавказзя.
Владі Смбата I протистояв рід Арцруні, а арабський уряд робив усе, щоб завадити процвітанню сильної централізованої вірменської державності. Через це протистояння Смбату не вдалось завоювати Двін та проголосити його столицею. Не вдалось і покінчити з владою Арцруні у Васпуракані. Амір Азербайджану Юсуф ібн Абу Садж вирішив скористатись конфліктом Багратідів та Арцруні, і в нього вийшло перетягнути Арцруні на свій бік. 908 року він від імені каліфа, назло Багратідам, призначив Гагіка Арцруні царем і той вступив на вірменський трон. Проти Смбата були налаштовані й інші князі. Таким було становище у Вірменії, коли Юсуф зі своїм військом увійшов до Вірменії. Смбат I зі своїм невеличким загоном зачинився у «Синій фортеці», але після тривалої блокади був змушений здатись, зокрема тому, що інші вірменські князі залишили його. За наказом Юсуфа 914 року Смбату було відтято голову, а його тіло було розіп'ято на хресті у Двіні.